# Jorge Camet
Jorge Camet Dickmann (Lima, 23 de septiembre de 1927-Lima, 31 de octubre de 2013) fue un ingeniero, empresario y político peruano. Fue ministro de Economía y Finanzas del Perú desde principios de 1993 hasta fines de 1997, durante el gobierno de Alberto Fujimori. 
Fue el ministro que más tiempo duró al frente de la cartera de Economía y Finanzas en el Perú: en total cinco años y medio. En tal función realizó importantes reformas que permitieron que la economía peruana se reinsertara en el ámbito internacional, construyendo así los cimientos del actual crecimiento del Perú. Tras finalizar el último gobierno de Alberto Fujimori, fue acusado del delito de colusión en agravio del Estado y malversación de fondos por la supuesta compra irregular de aviones de combate mediante decretos de urgencia en los años noventa; siendo absuelto definitivamente días antes de su muerte, tras un proceso que duró doce años.

## Biografía
Estudió ingeniería civil en la Escuela de Ingenieros, hoy Universidad Nacional de Ingeniería(UNI) y se desempeñó la mayor parte de su vida profesional como un empresario ligado al ramo de la construcción. Fue fundador y presidente del directorio de J y J Camet Ingenieros S.A, empresa conocida actualmente como JJC Contratistas Generales S.A.(Grupo JJC).
Fue presidente de la Asociación de Ingenieros Constructores del Perú; presidente de la Cámara Peruana de la Construcción, CAPECO, durante dos períodos (1987-1989 y 1989-1991); Presidente del Directorio de la CONFIEP (1990-1991). También fue  director de la Empresa Pública de Comercialización de Harina y Aceite de Pescado.
Además, fue vocal del Consejo Superior de Licitaciones y Contratos de Obras Públicas, miembro del Consejo Consultivo del Ministro de Vivienda y Construcción y director de empresas bancarias, financieras, de seguros y otras organizaciones empresariales.

## Ministro de Economía y Finanzas
Convocado por el presidente Alberto Fujimori, asumió la cartera de Economía y Finanzas, el 9 de enero de 1993, en reemplazo de Carlos Boloña Behr. Él mismo ha relatado las circunstancias inusitadas que se dieron para que llegara al frente de dicho ministerio. Afirmó que, como empresario, no estuvo de acuerdo con la salida de Boloña (quien al parecer fue sacado por ser muy conflictivo con algunos ministros) y del ministro de Transportes y Comunicaciones Alfredo Ross, y fue a decírselo al mismo presidente Fujimori en palacio. Éste le convenció entonces que asumiera la cartera de Economía. Camet se excusó arguyendo que no era economista, pero Fujimori le hizo ver que no era necesario serlo, ya que lo único que contaba era ser un buen gerente y rodearse de los asesores más capacitados. Al día siguiente, Camet juramentaba el cargo. No cambió a los viceministros y a los asesores que habían trabajado con su antecesor, demostrando así la voluntad continuista del gobierno en materia económica, lo que tranquilizó a la comunidad financiera internacional.
Después de cinco años y medio al frente del MEF renunció, según él, porque le pararon las reformas y las privatizaciones, que consideraba sus labores más importantes. En este prolongado periodo, realizó importantes reformas que permitieron que la economía peruana se reinsertara en el ámbito internacional, pero también existieron rumores de corrupción, relativos a que su empresa constructora (que seguía siendo manejada por sus familiares), la cual se habría beneficiado a costa del Estado. Según el Ministerio Público y el Poder Judicial, gracias a su poder político su constructora ganó las licitaciones de varias obras hidráulicas, hidroenergéticas y viales en todo el país. También logró que empresas como Telefónica del Perú S.A., el Banco Wiese y la chilena Lucchetti le encomendasen la construcción de sus modernas sedes.

## Proceso judicial
Tras la caída de Fujimori, Camet fue inhabilitado por el Congreso para ejercer toda función pública por cinco años, tras ser acusado constitucionalmente por emitir un decreto que permitió la evasión de impuestos (7 de mayo de 2003). Una semana después el parlamento lo volvió a inhabilitar pero esta vez por diez años, tras haberlo acusado de facilitar la compra irregular de repuestos para helicópteros y camiones por un valor cercano a los 7,5 millones de dólares.
El 12 de septiembre de 2003, el vocal instructor de la Corte Suprema, José Balcázar Zelada, ordenó la detención de Camet por los delitos de asociación ilícita para delinquir, colusión ilegal, peculado, malversación de fondos y falsedad ideológica.
Tras un dilatado proceso judicial, en septiembre de 2011 Camet fue condenado, junto con otros exministros fujimoristas (César Saucedo, Jorge Baca Campodónico y Alberto Pandolfi), a cuatro años de prisión suspendida y al pago de una reparación civil en forma solidaria de 50 millones de soles, por el delito de colusión desleal en perjuicio del Estado en la irregular compra de aviones militares a Bielorrusia, que no correspondían a las necesidades de la defensa nacional. Sin embargo, esta sentencia fue anulada por Sala Penal Transitoria de la Corte Suprema, en junio de 2012.
Finalmente, fue absuelto definitivamente en octubre de 2013, días antes de su fallecimiento, aquejado por una penosa enfermedad. Poco antes, la CONFIEP le había otorgado la Medalla al Mérito Empresarial 2013, en reconocimiento a su destacada trayectoria profesional, empresarial y su gran calidad humana.
El expresidente Fujimori, desde su celda de la Diroes, lamentó la muerte de su antiguo ministro, a quien calificó como «un peruano honrado y patriota, cuyo único delito fue jugarse entero por el Perú… Como no pudieron probarle nada, le robaron 12 años de su vida».
| Predecesor: Carlos Boloña Behr | Ministro de Economía y Finanzas del Perú 9 de enero de 1993 - 6 de junio de 1998 | Sucesor: Jorge Baca Campodónico |